# 紅四方面軍強渡嘉陵江渡口遺址
紅四方面軍強渡嘉陵江渡口遺址位於四川省蒼溪縣塔子山渡口，文物遺址年代判定為1935年。1980年7月7日列為四川省重新確定公布的第一批省級文物保護單位。